# You're the Man Now, Dog!
YTMND, sigle de « You're the Man Now, Dog! », est un site web en anglais créé par Max Goldberg en 2001. Il héberge plus de 300 000 sites multimédias contenant des images animées ou immobiles, et des fichiers sons. Ces sites s'appellent du même nom que le site hébergeur : des YTMND.
La plupart des YTMND furent créés pour montrer ou réfléchir sur les aspects les plus bêtes de la culture populaire. Cela a peu à peu dérivé en plusieurs « séries » régulièrement relancées par de nouveaux « opus » faisant très souvent référence à un fait historique connu ou la plupart du temps à un autre YTMND.
L'expression You're the Man Now, Dog! provient du film À la rencontre de Forrester où Sean Connery prononce cette phrase dans la version originale (anglaise). 